# Nowa Kotelnia
Nowa Kotelnia (ukr. Нова Котельня) – wieś na Ukrainie, w obwodzie żytomierskim, w rejonie berdyczowskim, w hromadzie Andruszówka, nad Hujwą. W 2015 roku liczyła 401 mieszkańców.